# 금강반야경소개현초 권4~5
금강반야경소개현초 권4~5(金剛般若經疏開玄抄 卷四~五)는 전라남도 순천시 송광면, 송광사에 있는 고려시대의 목판본 불경이다. 1963년 1월 21일 대한민국의 보물 제207호로 지정되었다.

## 개요
금강반야경은 줄여서 ‘금강경’이라고 부르기도 하는데, 조계종의 근본 경전으로 우리나라에서는 반야심경 다음으로 많이 읽히는 경전이다.
이 책은 금강경에 대해 공철(公哲)이 쉽게 풀이한 것을 나중에 지온(志온)이 보충한 것으로 '개현초'(開玄褻)에 관한 7권 중 권4-6이 하나의 책으로 만들어져 전해진 것이다. 닥종이에 찍은 목판본으로 크기는 세로 36cm, 가로 35cm이다. 
고려 대각국사 의천이 중국, 요, 일본 등에서 구해온 불경을 토대로 만든 교장(敎藏)을 보고 조선 세조 7년(1461)에 간경도감<刊經都監:세조 7년(1461) 불경을 한글로 풀이하여 간행하기 위해 설치한 기구>에서 다시 새겨 펴낸 것이다.
각 권의 끝 부분에 글씨를 쓴 사람들과 교정을 본 사람들의 이름이 나열되어 있고, 세조 때 간경도감에서 다시 펴냈다는 기록이 있다. 따라서 이 책은 송광사에 보존된 여러 교장(敎藏)들이 고려시대의 원본이 아니고 간경도감에서 교장(敎藏)을 보고 다시 새겨 펴낸 것임을 알 수 있게 해주는 중요한 자료가 된다.

## 같이 보기
- 간경도감

## 참고 자료
- 금강반야경소개현초 권4~5 - 국가유산청 국가유산포털